# Henry Bickersteth, 1. Baron Langdale

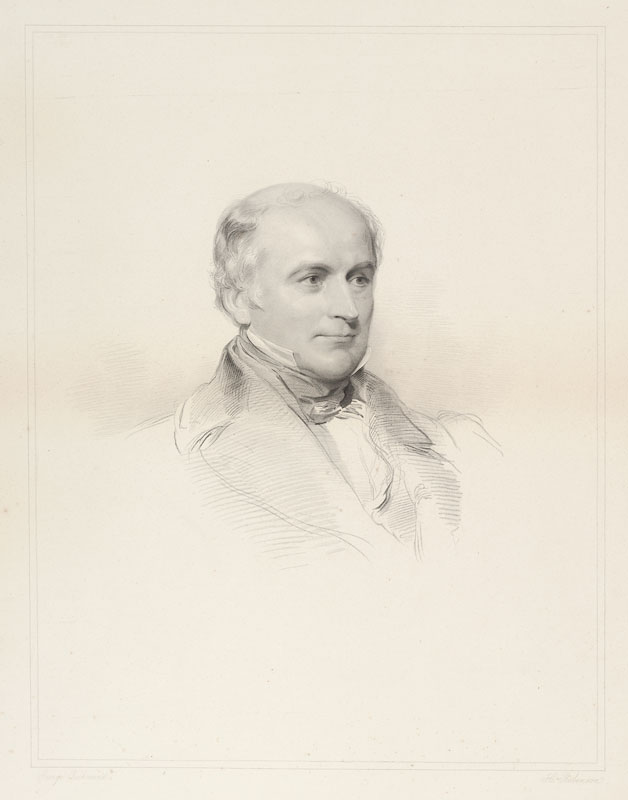
Henry Bickersteth,
1. Baron Langdale

Henry Bickersteth, 1. Baron Langdale PC KC (* 18. Juni 1783 in Kirkby Lonsdale, Westmorland; † 18. April 1851 in Tunbridge Wells, Kent) war ein britischer Jurist, der von 1836 bis zu seinem Tod 1851 als Master of the Rolls das zweithöchste Richteramt im englischen Rechtssystem bekleidete ab 1836 als Baron Langdale Mitglied des House of Lords war.

## Leben

### Mediziner und Rechtsanwalt
Bickersteth, Sohn des Chirurgen Henry Bickersteth absolvierte nach dem Besuch der Grammar School von Kirkby Lonsdale zwischen 1798 und 1802 ein Studium der Medizin an der Universität London sowie der University of Edinburgh und war danach seit dem 22. Juni 1802 als Scholar am Gonville and Caius College der University of Cambridge tätig. Aufgrund seiner angegriffenen Gesundheit verließ er 1803 Cambridge und begleitete Edward Harley, 5. Earl of Oxford and Mortimer, zwei Jahre lang als Mediziner auf einer Reise durch Italien.
Nach seiner Rückkehr nach England begann Bickersteth 1805 ein Studium der Rechtswissenschaften an der University of Cambridge, das er 1808 mit einem Bachelor of Arts (B.A.) abschloss. Im Anschluss wurde er dort Fellow und setzte seine juristischen Studien fort, die er 1811 auch mit einem Master of Arts (M.A.) beendete. Nachdem er 1811 seine anwaltliche Zulassung bei der Rechtsanwaltskammer (Inns of Court) von Inner Temple erhalten hatte, nahm er eine Tätigkeit als Barrister auf. Für seine langjährigen anwaltlichen Verdienste wurde er 1827 sowohl zum Kronanwalt (King’s Counsel) als auch zum sogenannten Bencher der Anwaltskammer von Inner Temple ernannt. Er fungierte zwischen 1830 und 1836 als Rechtsberater der University of Cambridge und wechselte am 14. April 1834 zur Anwaltskammer von Lincoln’s Inn.

### Master of the Rolls und Oberhausmitglied
1836 wurde Bickersteth Nachfolger von Charles Pepys, 1. Earl of Cottenham, als Master of the Rolls und damit als Vorsitzender des Zivilsenats des Court of Appeal. Er bekleidete damit bis zu seinem Tod 1851 nach dem Lord Chief Justice of England and Wales das zweithöchste Richteramt im englischen Rechtssystem. Gleichzeitig erfolgte 1836 seine Ernennung zum Privy Counsellor.  Sein Nachfolger als Master of the Rolls wurde 1851 John Romilly.
Durch ein Letters Patent vom 23. Januar 1836 wurde er als Baron Langdale, of Langdale in the County of Westmorland, zum erblichen Peer erhoben und wurde dadurch auf Lebenszeit Mitglied des House of Lords. Während seiner Zugehörigkeit zum Oberhaus fungierte er 1850 als kommissarischer Sprecher des Oberhauses (Acting Speaker of the House of Lords) sowie als Mitglied der Kommission zur Bewahrung des Großen Staatssiegels, ein Amt, welches normalerweise vom Lordsiegelbewahrer (Lord Keeper of the Great Seal) wahrgenommen wird.
1850 lehnte Baron Langdale die Übernahme des ebenfalls bisher von Charles Pepys, 1. Earl of Cottenham, wahrgenommenen Amtes als Lordkanzler ab, so dass dieses von Thomas Wilde, 1. Baron Truro übernommen wurde.
Aus seiner am 17. August 1836 geschlossenen Ehe mit Lady Jane Elizabeth Harley († 1872), einer Tochter seines Patrons Edward Harley, 5. Earl of Oxford and Mortimer, hinterließ er eine Tochter, Hon. Jane Frances Bickersteth († 1870), die 1857 den ungarischen Grafen Sándor Teleki von Szék heiratete. Da er keinen Sohn hatte, erlosch mit seinem Tod 1851 der Titel des Baron Langdale. Er wurde in Temple Church in London beigesetzt.